# Joseph Holt

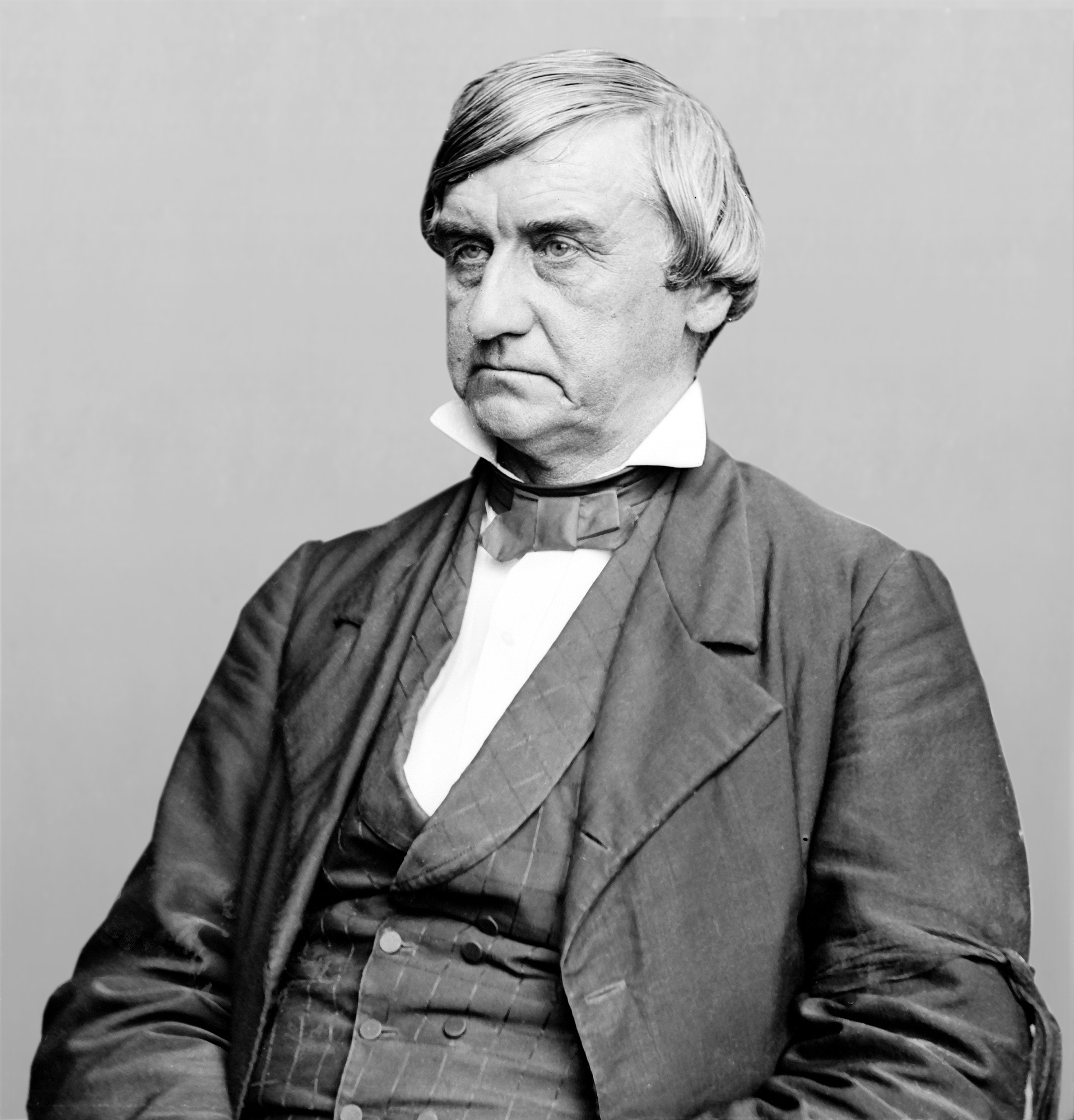
Joseph Holt

Joseph Holt, född 6 januari 1807 i Breckinridge County, Kentucky, död 1 augusti 1894 i Washington, D.C., var en amerikansk demokratisk politiker, jurist och general. Han var USA:s postminister (Postmaster General) 1859-1860, krigsminister 1860-1861 och arména generalauditör (Judge Advocate General) 1862-1875. Han var en av tre domare som hade hand om rättegången efter mordet på USA:s president Abraham Lincoln.
USA:s postminister Aaron V. Brown avled 1859 i ämbetet och efterträddes av Holt. Följande år efterträdde han John B. Floyd som krigsminister. Holt tjänstgjorde därefter först som överste i nordstaternas armé och utnämndes 1862 till generalauditör. Han befordrades till general.
Holt County, Nebraska har fått sitt namn efter Joseph Holt.